# Ramón Toro Gutiérrez
Ramón Toro Gutiérrez (Chillán, 1910 - 1996) fue un pintor acuarelista chileno.  
Su pintura estaban relacionadas al campo chileno, el uso del movimiento en animales, y los oficios como el arriero, el huaso, el carabinero o el jinete.

## Biografía
Realiza sus estudios en el Liceo de Hombres de Chillán, bajo la tutela del pintor Gumercindo Oyarzo, luego emigró a Santiago de Chile, donde estudió en la Academia Chilena de Bellas Artes. En 1929, participa en la fundación del Grupo Tanagra en Chillán.
Actualmente sus obras son exhibidas en ciudades chilenas como Talca, Concepción y Santiago de Chile, y otras obras han sido exhibidas en Estados Unidos, Francia, España y Argentina. En su ciudad natal, Chillán, sus obras son exhibidas en la Segunda Comisaría de Chillán, el Club Ñuble, la Casa Consistorial de Chillán y el Edificio del Diario La Discusión.

## Premios
- Premio Municipal de Arte, Ilustre Municipalidad de Chillán (1962)[1]